# 958 Asplinda
958 Asplinda eller 1921 KC är en asteroid i huvudbältet, som upptäcktes den 28 september 1921 av den tyske astronomen Karl Wilhelm Reinmuth i Heidelberg. Det har fått sitt namn efter den svenske astronomen Bror Asplind.
Asteroiden har en diameter på ungefär 45 kilometer och den tillhör asteroidgruppen Hilda.